# Notoclinops
Notoclinops is een geslacht van de familie van drievinslijmvissen (Tripterygiidae) en kent 3 soorten.

## Taxonomie
Het geslacht kent de volgende soorten:
- Notoclinops caerulepunctus - Hardy, 1989[3]
- Notoclinops segmentatus - (McCulloch & Phillipps, 1923)[4]
- Notoclinops yaldwyni - Hardy, 1987[5]

Acanthanectes · Apopterygion · Axoclinus · Bellapiscis · Blennodon · Brachynectes · Ceratobregma · Cremnochorites · Crocodilichthys · Cryptichthys · Enneanectes · Enneapterygius · Forsterygion · Gilloblennius · Helcogramma · Helcogrammoides · Karalepis · Lepidoblennius · Lepidonectes · Matanui · Norfolkia · Notoclinops · Notoclinus · Ruanoho · Springerichthys · Trianectes · Trinorfolkia · Tripterygion · Ucla xenogrammus